# Episodi de L'amore e la vita - Call the Midwife (nona stagione)
La nona stagione della serie televisiva L'amore e la vita - Call the Midwife è stata trasmessa dal 5 gennaio al 23 febbraio 2020, preceduta il 25 dicembre 2019 dallo Speciale Natalizio.
In Italia la stagione è andata in onda sul canale satellitare Sky Serie dal 13 gennaio al 3 febbraio 2024, preceduta il 6 gennaio dello stesso anno dallo Speciale Natalizio.
| nº | Titolo                  | Prima TV UK      | Prima TV Italia |
| -- | ----------------------- | ---------------- | --------------- |
|    | Speciale Natalizio 2019 | 25 dicembre 2019 | 6 gennaio 2024  |
| 1  | Episodio 1              | 5 gennaio 2020   | 13 gennaio 2024 |
| 2  | Episodio 2              | 12 gennaio 2020  | 13 gennaio 2024 |
| 3  | Episodio 3              | 19 gennaio 2020  | 20 gennaio 2024 |
| 4  | Episodio 4              | 26 gennaio 2020  | 20 gennaio 2024 |
| 5  | Episodio 5              | 2 febbraio 2020  | 27 gennaio 2024 |
| 6  | Episodio 6              | 9 febbraio 2020  | 27 gennaio 2024 |
| 7  | Episodio 7              | 16 febbraio 2020 | 3 febbraio 2024 |
| 8  | Episodio 8              | 23 febbraio 2020 | 3 febbraio 2024 |